# Vellozia tertia
Vellozia tertia är en enhjärtbladig växtart som beskrevs av Spreng.. Vellozia tertia ingår i släktet Vellozia och familjen Velloziaceae. Inga underarter finns listade.